# Chinese spreekwoorden
Chinese spreekwoorden of chengyu zijn spreekwoorden die meestal bestaan uit vier karakters. Achter de meeste chengyu schuilt een chengyugushi.

## Bekendste Chinese spreekwoorden die opChinese schoolworden onderwezen
- De kikker op de bodem van de put of Zittend in een put de hemel bekijken (vereenvoudigd Chinees: 井底之蛙 of 坐井观天; traditioneel Chinees: 井底之蛙 of 坐井觀天; Mandarijn: Jingdiziwa of Zuojingguantian; Kantonees: Cheng Taj Chie Waa of Choh Cheng Koen Tien)

...betekent dat je de gevolgen moet bedenken (verder kijken dan je neus lang is).
- Met een bedekt oor een klok stelen (vereenvoudigd Chinees: 掩耳盗铃; traditioneel Chinees: 掩耳盜鈴; Mandarijn: Yǎn'ěrdàolíng; Kantonees: Yiem Yie Toow Ling)

...betekent dat iemand die slim denkt te zijn, zichzelf voor de gek houdt.
- Het wachten op een haas bij de boom (vereenvoudigd Chinees: 守株待兔; traditioneel Chinees: 守株待兔; Mandarijn: Shoǔzhūdàitù; Kantonees: Sauw Chuu Tôoi T'oow)

...betekent dat men ijverig moet werken en niet op het resultaat moet wachten zonder iets te doen.
- Het hek repareren, nadat het schaap is zoekgeraakt (vereenvoudigd Chinees: 亡羊补牢; traditioneel Chinees: 亡羊補牢; Mandarijn: Wángyángbǔláo; Kantonees: Môong Yeung Boow Loow)

...betekent dat als je fouten hebt gemaakt, ze op tijd moet verbeteren. Anders zullen er nare gevolgen komen.
- Een ijzeren staaf tot een naald slijpen (vereenvoudigd Chinees: 铁杵磨针; traditioneel Chinees: 鉄杵磨針; Mandarijn: Tiechǔmǒzhén; Kantonees: T'iet Chuu Moh Cham)

...betekent dat als men een moeilijke taak krijgt, die alleen kan volbrengen door ijverigheid en volharding.
- De schaduw van een boog in een beker aanzien voor een slang (vereenvoudigd Chinees: 杯弓蛇影; traditioneel Chinees: 杯弓蛇影; Mandarijn: Bēigōngshéyǐng; Kantonees: Poei Kôong Seh Ying)

...betekent dat sommigen angst hebben om iets wat eigenlijk niet bestaat.
- Net als de man van Qi die dacht dat de hemel naar beneden zou vallen (vereenvoudigd Chinees: 杞人忧天; traditioneel Chinees: 杞人憂天; Mandarijn: Qǐrényōutiān; Kantonees: Keej Yan Yauw T'ien)

...betekent dat het onnodig is om je zorgen te maken om niks.
- De snip en de strandgaper (vereenvoudigd Chinees: 鹬蚌相争; traditioneel Chinees: 鷸蚌相爭; Mandarijn: Yùbànxiāngzhēng; Kantonees: Luk Pôong Séung Chang)

...betekent dat wanneer geen van beide partijen bereid is om te stoppen, de derde partij voordeel heeft van de ruzie (twee honden vechten om één been, de derde loopt er snel mee heen).
- Zoals de blinde mannen die een olifant proberen te meten (vereenvoudigd Chinees: 盲人摸象; traditioneel Chinees: 盲人摸象; Mandarijn: Mángrénmōxiàng; Kantonees: Maan Yan Moh Cheung)

...betekent dat ieder een eigen gevoel heeft.
- Lansen en schilden (vereenvoudigd Chinees: 自相矛盾; traditioneel Chinees: 自相矛盾; Mandarijn: Zìxiāngmáodùn ; Kantonees: Chie Seung Maauw Tun)

...betekent tegenstrijdigheid.
- De man van Zheng die schoenen wilde kopen (vereenvoudigd Chinees: 郑人买履; traditioneel Chinees: 鄭人買履; Mandarijn: Zhèngrénmǎilü;[Kantonees: Cheng Yan Maai L)

...betekent dat iemand iets doods meer vertrouwt dan zichzelf.
- Een put graven en een man vinden (vereenvoudigd Chinees: 挖井得一人; traditioneel Chinees: 挖井得一人; Kantonees: Wak Cheng Tak Yat Yan)

...betekent dat roddels "waargebeurde" dingen worden, maar het is eigenlijk nep. De roddels worden steeds meer overdreven.
- De bamboe staat in je hart gegrift (vereenvoudigd Chinees: 胸有成竹; Kantonees: Hong Yauw Sing Chok)

...betekent dat voordat we iets doen, hebben we het al in ons binnenste voorbereid en zijn we zeker van ons succes.
- Je kunsten met de bijl tonen bij Lu Ban (vereenvoudigd Chinees: 班门弄斧; traditioneel Chinees: 班門弄斧; Kantonees: Paan Moen Lôong Foe)

...betekent dat het belachelijk is om je beperkte kennis te tonen voor de ogen van een deskundige.
- Hoe de oude heer Cai zijn paard kwijtraakte (vereenvoudigd Chinees: 塞翁失马; traditioneel Chinees: 塞翁失馬，安知非福; Mandarijn: Sàiwēngshīmǎ; Kantonees: Tsòoi Yóng Sák Màa)

...betekent dat elk voordeel zijn nadeel heeft.